# Podążaj w stronę światła
Podążaj w stronę światła (ang. Go Toward the Light) – amerykański dramat filmowy z 1988 roku w reżyserii Mike'a Robe'a. Zdjęcia kręcono w Los Angeles.

## Opis fabuły
Dramat rodziny, której 8 letni syn został zarażony w niewyjaśnionych okolicznościach wirusem HIV. Dziecku pozostaje rok życia i jest to zarazem najcięższy rok dla jego rodziców, którzy chcą w tym czasie sprawić, by chłopiec był szczęśliwy. Z biegiem  miesięcy, wraz z pogarszającym się zdrowiem dziecka, jest coraz więcej łez i ciężkich chwil dla całej rodziny.

## Obsada
- Linda Hamilton jako Claire Madison
- Piper Laurie jako Margo
- Joshua Harris jako Ben Madison
- Ned Beatty jako George
- Gary Bayer jako Dr. Gladstone
- Rosemary Dunsmore jako Sally
- Steven Eckholdt jako Jeff
- Brian Bonsall jako Zack
- Mitchell Allen jako Brian
- Richard Thomas jako Greg Madison
- Brian Lando jako Keith
- Ryan McWhorter jako Randy
- Jack Tate as Rick